# بانورموس (كريت)
بانورموس (Πάνορμος) هي مدينة في ريثيمني في اليونان.